# Okręg wyborczy nr 26 do Senatu Rzeczypospolitej Polskiej (2001–2011)
Okręg wyborczy nr 26 do Senatu Rzeczypospolitej Polskiej obejmował w latach 2001–2011 obszar miasta na prawach powiatu Bielska-Białej oraz powiatów bielskiego, cieszyńskiego, pszczyńskiego i żywieckiego (województwo śląskie). Wybierano w nim 2 senatorów na zasadzie większości względnej.
Powstał w 2001, jego obszar należał wcześniej do okręgów obejmujących części województw bielskiego i katowickiego. Zniesiony został w 2011, na jego obszarze utworzono nowe okręgi nr 78 i 79.
Siedzibą okręgowej komisji wyborczej była Bielsko-Biała.

## Reprezentanci okręgu
| Rok  | Senator komitet wyborczy                 | Senator komitet wyborczy                                      | Senator komitet wyborczy                    | Senator komitet wyborczy                  |
| ---- | ---------------------------------------- | ------------------------------------------------------------- | ------------------------------------------- | ----------------------------------------- |
| 2001 |                                          | Władysław Bułka KKW Sojusz Lewicy Demokratycznej – Unia Pracy |                                             | Grażyna Staniszewska KWW Blok Senat 2001  |
| 2004 |                                          | Władysław Bułka KKW Sojusz Lewicy Demokratycznej – Unia Pracy | Zofia Skrzypek-Mrowiec Liga Polskich Rodzin |                                           |
| 2005 |                                          | Janusz Gałkowski Prawo i Sprawiedliwość                       |                                             | Mirosława Nykiel Platforma Obywatelska RP |
| 2007 |                                          | Rafał Muchacki Platforma Obywatelska RP                       | Sławomir Kowalski Platforma Obywatelska RP  |                                           |
| 2011 | okręg zniesiony, patrz okręgi nr 78 i 79 | okręg zniesiony, patrz okręgi nr 78 i 79                      | okręg zniesiony, patrz okręgi nr 78 i 79    | okręg zniesiony, patrz okręgi nr 78 i 79  |

## Wyniki wyborów
Symbolem „●” oznaczono senatorów ubiegających się o reelekcję.

### Wybory parlamentarne 2001
| Kandydat                                              | Kandydat              | Komitet wyborczy                              | Głosów  |
| ----------------------------------------------------- | --------------------- | --------------------------------------------- | ------- |
|                                                       | Władysław Bułka       | KKW Sojusz Lewicy Demokratycznej – Unia Pracy | 100 722 |
|                                                       | Grażyna Staniszewska  | KWW Blok Senat 2001                           | 69 040  |
|                                                       | Stefan Macner         | KKW Sojusz Lewicy Demokratycznej – Unia Pracy | 67 875  |
|                                                       | Rajmund Pollak        | Liga Polskich Rodzin                          | 64 199  |
|                                                       | Marcin Tyrna●         | KWW Blok Senat 2001                           | 62 229  |
|                                                       | Jadwiga Uchyła-Zroski | Polskie Stronnictwo Ludowe                    | 33 608  |
|                                                       | Ryszard Śliwiński     | KWW Podbeskidzie 2001                         | 27 825  |
|                                                       | Paweł Kilarski        | KWW Pawła Kilarskiego                         | 18 845  |
|                                                       | Jan Mucha             | Polska Unia Gospodarcza                       | 7959    |
| Frekwencja: 51,06% Źródło: Państwowa Komisja Wyborcza |                       |                                               |         |

*Marcin Tyrna reprezentował w Senacie IV kadencji (1997–2001) województwo bielskie.

### Wybory uzupełniające 2004
Głosowanie odbyło się z powodu wyboru Grażyny Staniszewskiej do Parlamentu Europejskiego.
| Kandydat                                             | Kandydat               | Komitet wyborczy                    | Głosów |
| ---------------------------------------------------- | ---------------------- | ----------------------------------- | ------ |
|                                                      | Zofia Skrzypek-Mrowiec | Liga Polskich Rodzin                | 6320   |
|                                                      | Rafał Muchacki         | Platforma Obywatelska RP            | 4630   |
|                                                      | Marcin Tyrna           | Prawo i Sprawiedliwość              | 4615   |
|                                                      | Janusz Korwin-Mikke    | Unia Polityki Realnej               | 3467   |
|                                                      | Renata Rosowska        | Unia Wolności                       | 3442   |
|                                                      | Ryszard Barcik         | Sojusz Lewicy Demokratycznej        | 3409   |
|                                                      | Józef Heczko           | KWW Józefa Heczko                   | 1164   |
|                                                      | Krystyna Walas         | Samoobrona Rzeczpospolitej Polskiej | 1038   |
|                                                      | Tadeusz Polok          | Polskie Stronnictwo Ludowe          | 900    |
|                                                      | Bogusław Zgierski      | Socjaldemokracja Polska             | 776    |
|                                                      | Mariusz Olszewski      | Polska Partia Pracy                 | 215    |
|                                                      | Robert Larkowski       | Polska Partia Narodowa              | 104    |
| Frekwencja: 5,24% Źródło: Państwowa Komisja Wyborcza |                        |                                     |        |

### Wybory parlamentarne 2005
| Kandydat                                              | Kandydat                | Komitet wyborczy                                       | Głosów |
| ----------------------------------------------------- | ----------------------- | ------------------------------------------------------ | ------ |
|                                                       | Janusz Gałkowski        | Prawo i Sprawiedliwość                                 | 94 165 |
|                                                       | Mirosława Nykiel        | Platforma Obywatelska RP                               | 67 321 |
|                                                       | Zofia Skrzypek-Mrowiec● | Liga Polskich Rodzin                                   | 36 304 |
|                                                       | Jerzy Widzyk            | KWW Jerzy Widzyk Senat 2005                            | 36 056 |
|                                                       | Kazimierz Węgrzyn       | Liga Polskich Rodzin                                   | 30 319 |
|                                                       | Władysław Bułka●        | Sojusz Lewicy Demokratycznej                           | 29 018 |
|                                                       | Karol Stasica           | Sojusz Lewicy Demokratycznej                           | 24 348 |
|                                                       | Rajmund Pollak          | KWW Podbeskidzia, Ziemi Cieszyńskiej oraz Pszczyńskiej | 23 358 |
|                                                       | Maria Aleksandrowicz    | Platforma Janusza Korwin-Mikke                         | 18 241 |
|                                                       | Marek Trombski          | Partia Demokratyczna – demokraci.pl                    | 17 438 |
|                                                       | Renata Rosowska         | Partia Demokratyczna – demokraci.pl                    | 14 787 |
|                                                       | Ferdynand Łukaszek      | Polskie Stronnictwo Ludowe                             | 12 034 |
|                                                       | Bogumiła Boba           | KWW „Jednomandatowe Okręgi Wyborcze”                   | 8715   |
|                                                       | Roman Kopacz            | Polska Partia Narodowa                                 | 4088   |
| Frekwencja: 44,40% Źródło: Państwowa Komisja Wyborcza |                         |                                                        |        |

### Wybory parlamentarne 2007
| Kandydat                                              | Kandydat            | Komitet wyborczy                      | Głosów  |
| ----------------------------------------------------- | ------------------- | ------------------------------------- | ------- |
|                                                       | Rafał Muchacki      | Platforma Obywatelska RP              | 118 120 |
|                                                       | Sławomir Kowalski   | Platforma Obywatelska RP              | 116 866 |
|                                                       | Janusz Gałkowski●   | Prawo i Sprawiedliwość                | 109 649 |
|                                                       | Ewa Ranosz          | Prawo i Sprawiedliwość                | 91 614  |
|                                                       | Ryszard Chodorowski | KKW Lewica i Demokraci SLD+SDPL+PD+UP | 59 870  |
|                                                       | Jerzy Kliś          | Polskie Stronnictwo Ludowe            | 49 136  |
|                                                       | Antoni Waleczek     | Obrona Narodu Polskiego               | 12 908  |
| Frekwencja: 58,84% Źródło: Państwowa Komisja Wyborcza |                     |                                       |         |